# Radioastronomia
La radioastronomia è lo studio dei fenomeni celesti attraverso la misura delle caratteristiche onde radio emesse da processi fisici che avvengono nello spazio. Le onde radio sono molto più lunghe della luce e, data la debolezza dei segnali astronomici, occorrono grandi antenne, dette radiotelescopi. La radioastronomia è un campo relativamente nuovo della ricerca astronomica.

## Storia

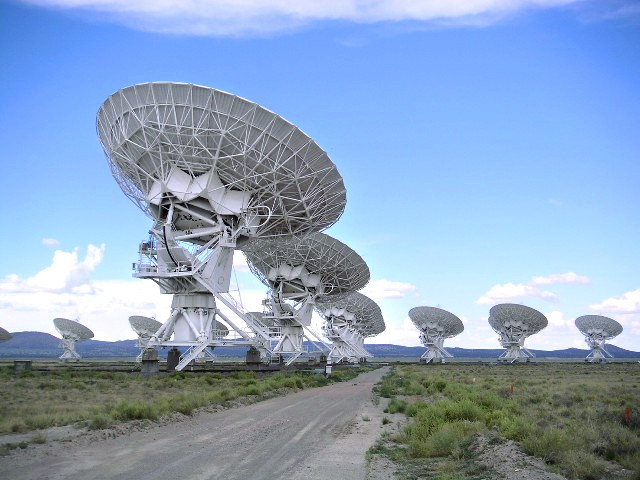
Il Very Large Array di Socorro, Nuovo Messico

Nikola Tesla nel laboratorio a Colorado Springs registrò onde cosmiche emesse da nuvole interstellari e da stelle giganti rosse. Osservò nel suo ricevitore segnali ripetuti e annunciò in alcune riviste scientifiche del tempo di aver ricevuto segnali radio extraterrestri. La comunità scientifica non gli diede credito, principalmente perché la ricerca di segnali cosmici non esisteva (quella che è oggi nota come radioastronomia), e scartò i dati di Tesla. Egli spese gli ultimi anni della propria vita cercando di captare segnali da Marte.
La scoperta delle onde radio extraterrestri fu fatta casualmente da Karl Guthe Jansky, un ingegnere presso i laboratori della Bell Telephone, nei primi anni '30. Jansky stava investigando le possibili interferenze con le onde corte delle trasmissioni radio transatlantiche. Egli notò un persistente sibilo che si ripeteva esattamente ogni 23 ore e 56 minuti. Sospettò inizialmente che fosse collegato con il passaggio del Sole sopra l'antenna direzionale, ma l'astrofisico Albert Skellett gli fece notare che questo periodo corrispondeva al giorno siderale. Confrontando le sue osservazioni con le mappe astronomiche, giunse alla conclusione che il segnale proveniva dalla zona più densa della Via Lattea e più precisamente dalla costellazione del Sagittario.
Jansky annunciò la scoperta nel corso di un meeting nell'aprile 1933, data che segna così la nascita della radioastronomia. Nell'ottobre dello stesso anno la notizia della scoperta fu pubblicata nei Proceedings of the Institute of Radio Engineers. Jansky concluse che, poiché il Sole e le altre stelle non provocavano emissioni così elevate di disturbi radio, il segnale doveva essere generato dal gas e dalla polvere interstellare della nostra galassia e in particolare dall'"agitazione termica di particelle cariche". Negli anni '50, la zona di provenienza del segnale fu denominata Sagittarius A, ipotizzando che l'emissione fosse generata da elettroni in un forte campo magnetico. Attualmente si ritiene che si tratti di ioni in orbita attorno a un massiccio buco nero designato Sagittarius A*.
Queste prime scoperte furono confermate da Grote Reber nel 1938. Dopo la Seconda guerra mondiale furono fatti sostanziali miglioramenti nella tecnologia radioastronomica da astronomi europei ed americani. Il campo della radioastronomia cominciò a fiorire.

## Sviluppi
La radioastronomia ha portato a sostanziali incrementi della ricerca astronomica, in particolare alla scoperta di diverse nuove classi di oggetti: pulsar, quasar e galassie attive (o radio galassie). Tali oggetti sono alcuni dei più estremi ed energetici processi fisici dell'universo.
La radioastronomia è anche parzialmente responsabile per l'idea che la materia oscura è una componente importante nel nostro universo; le misurazioni radio della rotazione delle galassie suggeriscono che c'è molta più materia nelle galassie di quella osservabile direttamente (vedi Vera Rubin). Anche la radiazione cosmica di fondo fu scoperta per la prima volta usando radiotelescopi. Comunque, i radiotelescopi sono usati anche per indagare oggetti molto più vicini a noi, incluse le osservazioni del sole, dell'attività solare, e la mappa radio del sistema solare.
Nel 1974, Martin Ryle e Antony Hewish dell'Università di Cambridge hanno ricevuto un premio Nobel per aver inventato l'interferometria radioastronomica. Ora, quasi tutti i radiotelescopi funzionano con la tecnica dell'interferometria.
Ci sono molti radiotelescopi in tutti i continenti del mondo. Il governo degli Stati Uniti ha creato un'istituzione per condurre ricerche radioastronomiche, chiamata National Radio Astronomy Observatory (NRAO). Questa istituzione controlla numerosi radiotelescopi negli Stati Uniti compreso il più grande radiotelescopio completamente orientabile del mondo, il Green Bank Telescope. Il governo degli Stati Uniti ha anche riservato una zona di silenzio radio intorno a Green Bank (Virginia Occidentale).
Nel 1994 l'NRAO ha inaugurato un complesso composto da 10 antenne poste su tutto il territorio statunitense, dalle Isole Hawaii alle Isole Vergini Americane, chiamato Very Long Baseline Array. Per le lunghezze d'onda radio, il sistema produce immagini persino più dettagliate del Telescopio spaziale Hubble. Di fatto, è così sensibile che anche la deriva dei continenti diventa apprezzabile in alcune osservazioni.